# Privatbrauerei Gaffel

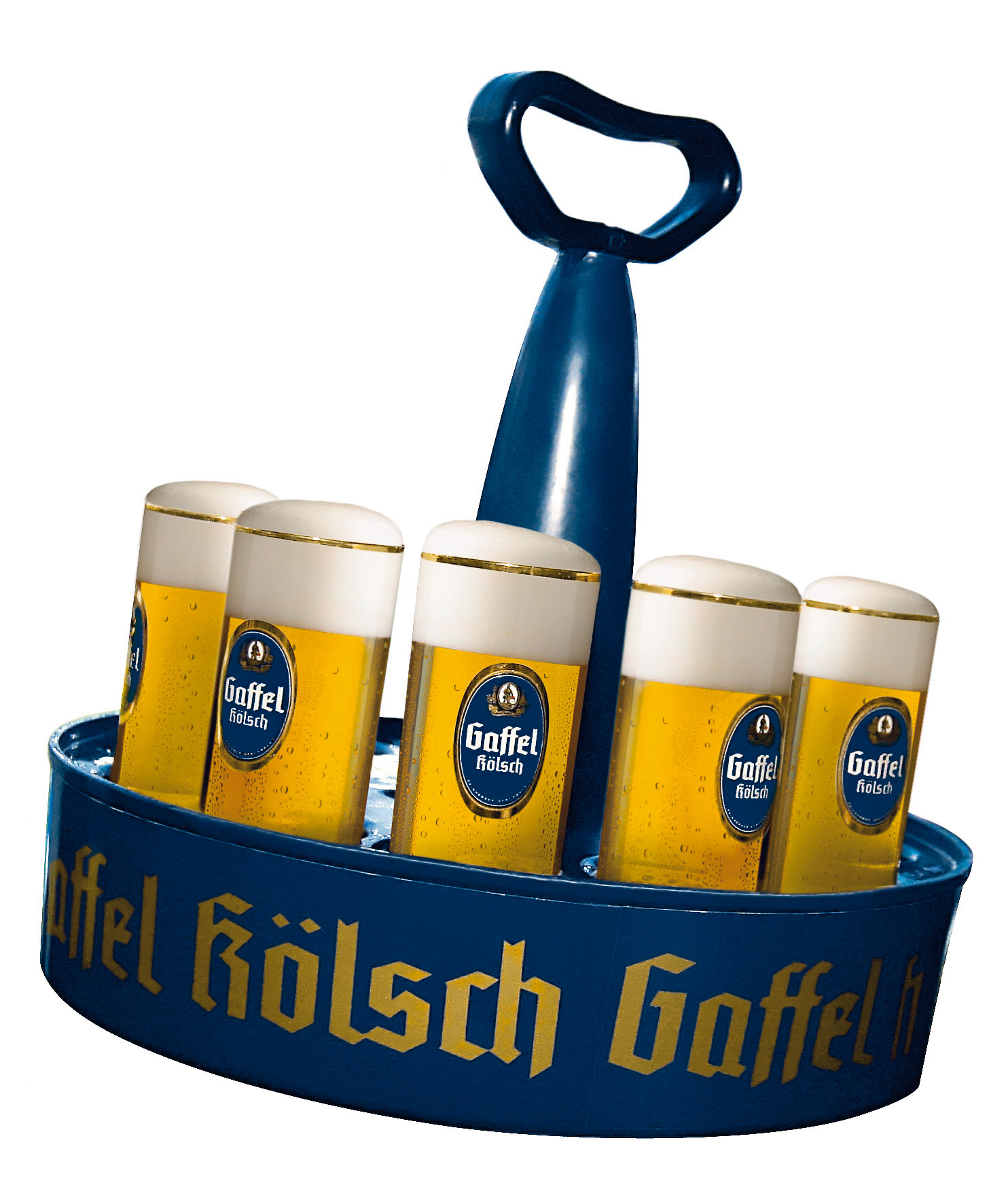
Gaffel Kölsch-Kranz

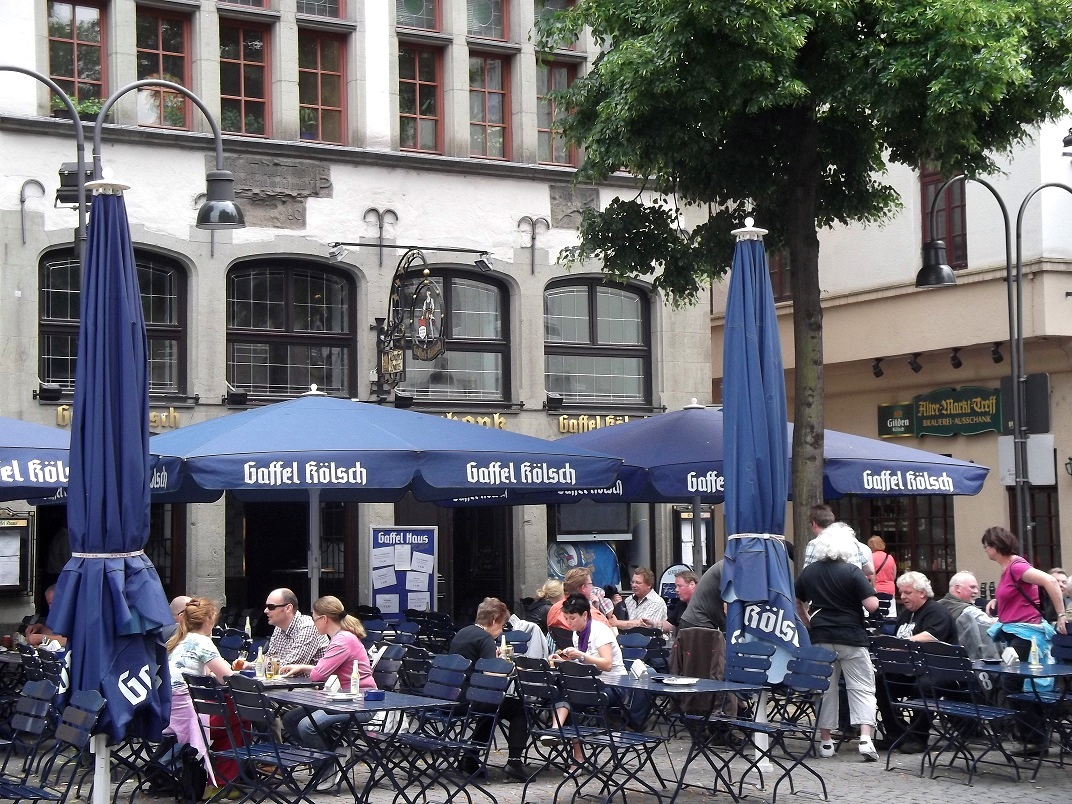
Gaffel Haus am Alter Markt

Die Privatbrauerei Gaffel Becker & Co. OHG ist eine Brauerei mit Sitz in Köln. Das Unternehmen ist Mitglied des Kölner Brauerei-Verbandes e. V., hat die Kölsch-Konvention unterschrieben und ist berechtigt, Kölsch zu brauen. Die bekannteste Marke des Unternehmens ist Gaffel Kölsch.

## Geschichte
Der Name Gaffel Kölsch leitet sich von den Kölner Gaffeln ab, die 1396 der politische Arm der Zünfte und der Handelsherren in Köln waren. „Gaffel“ war der altkölsche Ausdruck für einen zweizinkigen Gabelspiess, den Kölner Kaufleute im 11. Jahrhundert aus Venedig mitgebracht hatten. Mit dem Verbundbrief vom 14. September 1396, der ersten demokratischen Verfassung der Stadt Köln, übernahmen die insgesamt 22 Gaffeln den Rat der Stadt und stellten sogar den Bürgermeister, die Schöffen und die Richter. Ihre regelmäßigen abendlichen Treffen wurden mit Speisen und Getränken abgerundet, zu denen sie sich im ältesten Gebäude am Alter Markt, dem Gaffel Haus zusammensetzten. Das Gebäude wurde urkundlich schon 1213 erwähnt und besteht in seiner jetzigen Form seit 1580.
Die erstmals 1302 erwähnte Brauerei und Gaststätte Zum Leysten wird offiziell als „braxatoria supra Monticulum“, also „die Brauerei über dem Hügelchen“ geführt, an deren Ort das  Gaffel-Brauhaus am Eigelstein 41–43 bis 2020 stand. Unter dem Namen „Zum Brüsseler Hof“ wurde die Brauerei durch Gottfried Joseph Schumacher im Jahr 1822 neu eröffnet. Schumacher betrieb die Brauerei bis 1857. Nach dessen Tod führten seine Geschwister die Brauerei, bis sie diese 1859 an Reinhard Joseph Appel verkauften. Bis 1874 wurde der Brüsseler Hof von seiner Witwe weitergeführt. In der folgenden Zeit bis 1888 war das Haus lediglich eine Gaststätte. Der Brauer Adam Lenzen betrieb darin zeitweilig eine Hausbrauerei. Danach firmierte sie als Gaststätte und Bierhandel unter der Bezeichnung Glückauf Brauerei AG. Am 24. Mai 1908 übernahmen die Gebrüder Becker die Brauerei, bauten das Gasthaus um und änderten den Namen nach den „Kölner Gaffeln“ zu „In der Gaffel“. Einen weiteren Umbau erhielt das Haus 1918 bei der Neugestaltung des Innenraumes mit historischen Motiven der Stadt Köln.
Vor dem Zweiten Weltkrieg wurden 5000 Hektoliter produziert. Ende der 1940er Jahre stieg die Menge auf 10.000 Hektoliter. Die Privatbrauerei wird bereits in der vierten Generation geführt und besteht in der Rechtsform der OHG. Ab 1972 sind die Brüder Peter (1945–1993), Heinrich (1946–2017) und Johannes Becker gemeinsam vollhaftende Gesellschafter als Nachfahren der Firmengründer.
1998 wurde Richmodis Kölsch übernommen.
Auf der Gesellschafterversammlung am 6. Dezember 2006 gerieten sie in Streitigkeiten über eigene Gehaltserhöhungen und Spesenabrechnungen. Heinrich Becker (47 % Beteiligung) schloss seinen Bruder Johannes (38 %) per Gesellschafterbeschluss von der Geschäftsführung aus, weil er angeblich über die Firma private Reise-, Bewirtungs- und Tankkosten abgerechnet habe. Heinrich Becker klagte dagegen und sein Bruder Johannes Becker konterte mit Gegenprozessen. Heinrichs Sohn Heinrich Philipp (Geschäftsführer seit 2007 mit 15 %) sollte zum alleinigen operativen Geschäftsführer ernannt werden.
Am 19. Dezember 2013 entzog das Oberlandesgericht Köln Heinrich Becker die Geschäftsführer-Befugnis und bestätigte die Wirksamkeit eines Gesellschafterbeschlusses über die Abberufung des Geschäftsführers Johannes Becker. Das Gericht benannte zugleich dessen Sohn Heinrich Philipp Becker zum alleinvertretungsberechtigten Geschäftsführer. Der BGH bestätigte im Revisionsurteil vom Januar 2015, dass Heinrich Becker als Geschäftsführer abtreten muss und die Bestellung seines Sohnes Heinrich Philipp Becker als Geschäftsführer rechtmäßig ist. Der neue Geschäftsführer entschied im August 2014, dass die gesamte Bierproduktion aus Kapazitäts- und Produktivitätsgründen vom Eigelstein nach Porz-Gremberghoven verlagert wird.

## Produktion und Absatz
Bis 2016 wurde das Bier im Eigelsteinviertel gebraut; dann zog die Brauerei nach Porz-Gremberghoven um, auf das Gelände der 1998 übernommenen Richmodisbrauerei. Aus Platzgründen war das Flaschenbier vor dem Umzug in der Bolten-Brauerei in Korschenbroich und der Brauerei Königshof in Krefeld abgefüllt worden. 2020 wurde in Porz-Gremberghoven eine vollautomatisierte Abfüllanlage in Betrieb genommen.
2013 betrug der Absatz von Gaffel Kölsch und den dazugehörigen Marken über 480.000 Hektoliter. Durch den Anteil der Fassbrause daran (84.000 Hektoliter) wurde der Ausstoß von 2004 fast wieder erreicht. Trotz eines Rückgangs von 6 % gehört Gaffel zu den größten Anbietern für Fassbier in Deutschland mit ungefähr 60 % Fassabfüllung seines Bieres.
2013 hatte Gaffel in der Kölsch-Gastronomie einen Marktanteil von 33 %, im Einzelhandel von 15 % und war somit die Nummer 2 hinter Reissdorf und vor Früh. Seit 2018 produziert Früh im Lohnbrau Schreckenskammer-Kölsch und seit 2020 die Marken der Haus Kölscher Brautradition GmbH und dürfte mit zweiteren an Gaffel vorbeigezogen sein.

## Verbreitung und Sponsoring
Das Kernabsatzgebiet ist der Regierungsbezirk Köln und die weitere Umgebung wie das Bergische Land, der Westerwald, die Eifel und die Regionen Bonn, Koblenz, Düren und Aachen.
Gaffel Kölsch wird auch in größeren deutschen Städten wie Berlin, Düsseldorf, Hamburg und Hannover ausgeschenkt. Der Export erfolgt in die EU sowie nach China, Russland und in die USA. In Köln wird Gaffel Kölsch in zahlreichen Traditionsgaststätten und Brauhäusern ausgeschenkt, so im Gaffel im Marienbild, Gaffel am Schlachthof, oder im Gaffel im Linkewitz.
Als „Kölsch der Fußballfans“ werden die Vereine 1. FC Köln, Bayer 04 Leverkusen und SC Fortuna Köln unterstützt. Die Kölner Band Brings wirbt für Gaffel Kölsch.

## Marken im Portfolio
Biere
- Gaffel Kölsch
  - Alkoholgehalt: 4,8 Vol. %
  - Brennwert: 172 kJ (41 kcal)/100 ml
- Gaffel Wiess
  - Alkoholgehalt: 4,9 Vol. %
  - Brennwert: 176 kJ (42 kcal)/100 ml
  - Obergärig, hell, ungefiltert und naturtrüb

- Gaffel Light
  - Alkoholgehalt: 2,4 Vol. %
  - Brennwert: 109 kJ (26 kcal)/100 ml

- Gaffel Frei
  - Alkoholgehalt: < 0,5 Vol. %
  - Brennwert: 92 kJ (22 kcal)/100 ml
- 1396 Premium Lagerbier
  - Das nach der Gründung der Kölner Brauerkorporation 1396 benannte Bier wurde 1996 als saisonales Jubiläumsbier herausgebracht. Die Marke wurde 2010 eingestellt.[17]
- SonnenHopfen
  - Alkoholgehalt: 4,7 Vol. %
  - Obergäriges naturtrübes Sommerbier, gebraut mit Citra-Hopfen.
- Gaffel Kölsch 11
  - Alkoholgehalt: 4,8 Vol. %
  - besonders milde Kölschspezialität, mit 15 % weniger Bittereinheiten als das klassische, feinherbe Gaffel Kölsch
  - Limitierte Sonderedition, in der traditionellen 0,5-l-Euro-Flasche abgefüllt.
  - Brennwert: 172 kJ (41 kcal)/100 ml
- Alkoholfreies
  - Gaffel Fassbrause

Alkoholfreie Fassbrause
Brennwert: 112 kJ (26 kcal)/100 ml
angeboten als Fassbrause Zitrone, Fassbrause Apfel naturtrüb, Fassbrause Orange und Fassbrause pink Grapefruit.
  - Cascara Sparkling

koffeinhaltiges Erfrischungsgetränk (alkoholfrei)
Cascara Teeaufguss angereichert mit Bio-Säften und kohlensäurehaltigem Mineralwasser, siehe: Cascara (Aufguss)
Koffeingehalt: 26 mg/100 ml
Brennwert: 16 kcal/100 ml
seit 2016 im Sortiment

- Liköre und Brände
  - Papa Rhein

Klarer Bierbrand
Alkoholgehalt: 38 Vol. %
  - Mamma Nero

Halbbitterer Kräuterlikör
Alkoholgehalt: 30 Vol. %
  - Schwester Herz

Johannisbeerlikör
Alkoholgehalt: 15 Vol. %
  - Plüsch Prumm („Samtpflaume“)

Pfirsichlikör
Alkoholgehalt: 15 Vol. %

## Bildergalerie

Historisches Etikett
Historisches Etikett
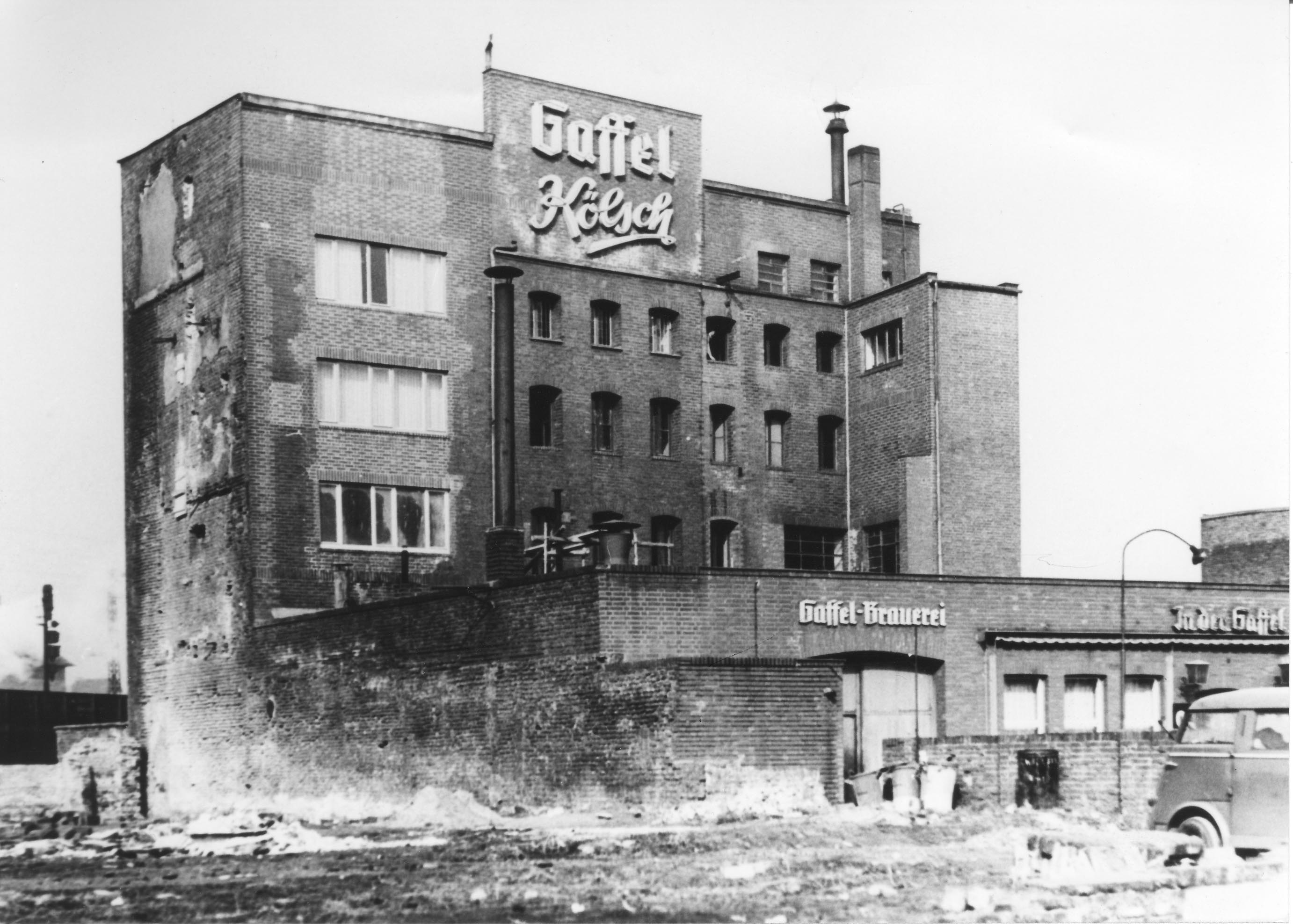
Gaffel Kölsch Brauerei Ruine (1945)
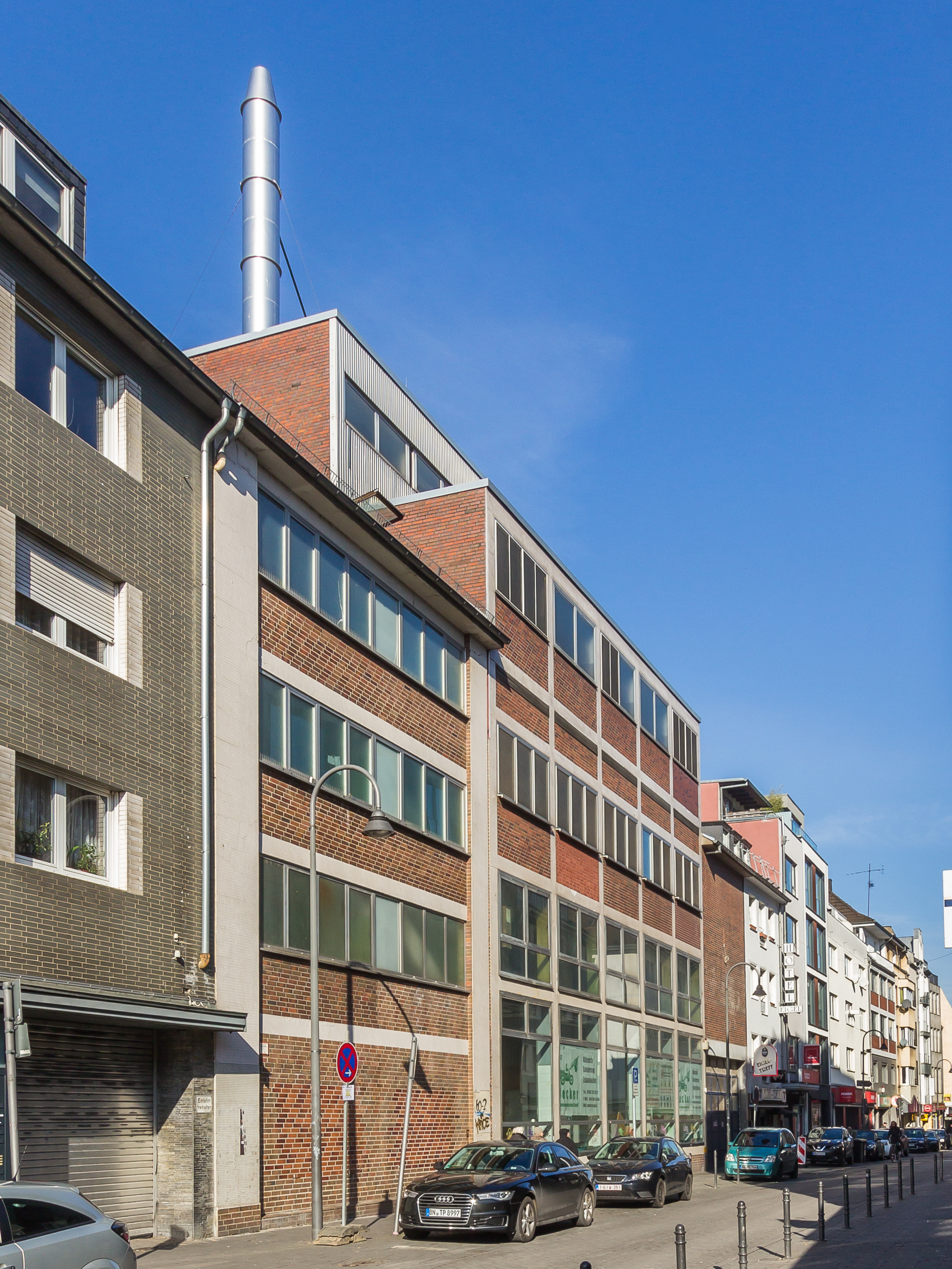
Gaffel Kölsch Brauerei (2018)
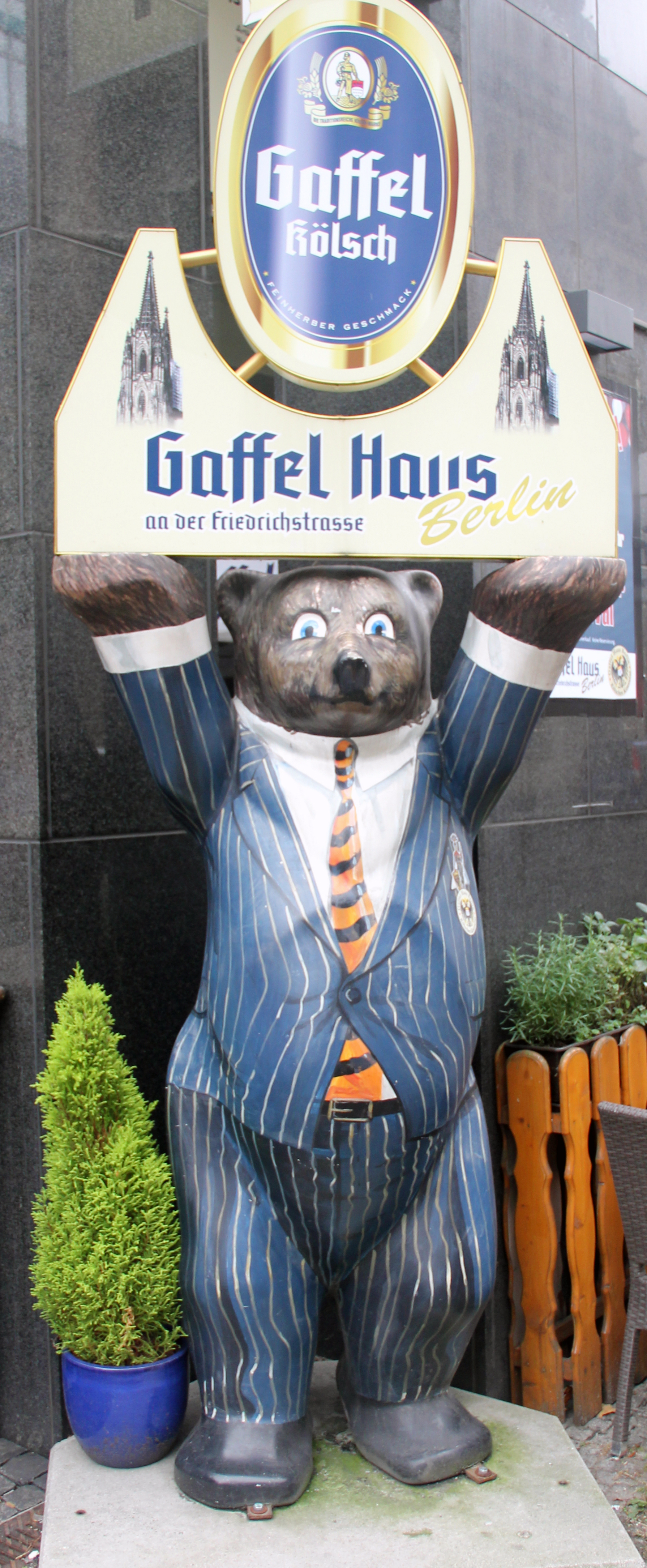
Buddy Bär vor dem Gaffel Haus in Berlin-Mitte
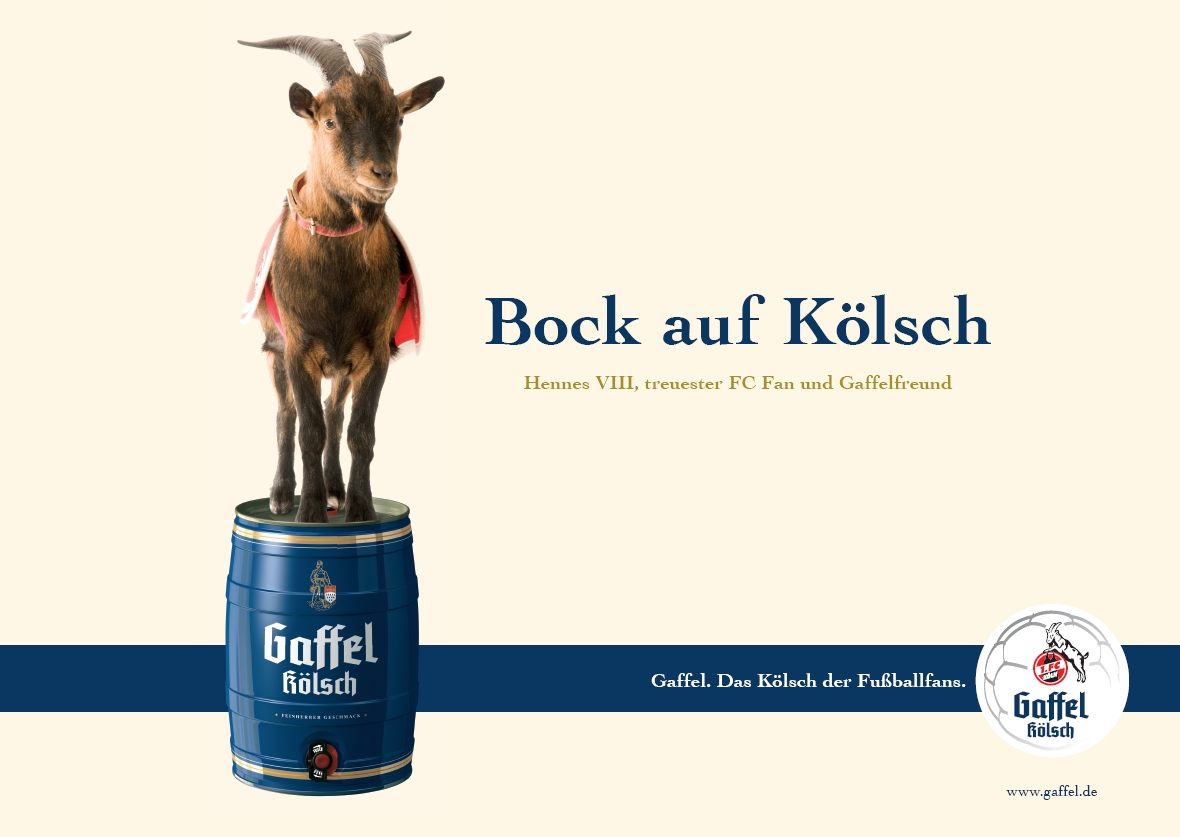
Gaffel-Werbung: Bock auf Kölsch (2009)